# Museo Chuchini
El Museo Chuchini es un repositorio arqueológico que preserva y exhibe más de 2000 piezas de valor histórico y cultural en el departamento del Beni, en Bolivia. Se ubica a unos 15 kilómetros de la ciudad de Trinidad y se especializa en la cultura mojeña, aunque también alberga piezas de otras culturas del noreste boliviano. El sitio, cuyo nombre en lengua mojeña significa "Madriguera del tigre", combina colecciones sobre arqueología, paleontología y biodiversidad.

## Historia
El Museo Chuchini está construido sobre una loma artificial que data de hace miles de años, obra de una civilización precolombina que habitó la región mucho antes de la llegada de los españoles. Esta y otras lomas, conocidas como "lomas hidráulicas", forman parte de una vasta red de más de 20.000 estructuras similares en el Beni, diseñadas para adaptarse al entorno amazónico y que revelan avanzados conocimientos de ingeniería y manejo de recursos naturales.
En el sitio se han realizado excavaciones desde 1974, permitiendo la recuperación de cerca de 1.500 piezas arqueológicas que forman la base de las colecciones actuales. 

## Colección
El Museo Chuchini alberga más de 2.000 piezas arqueológicas, destacándose artefactos de cerámica, estatuillas con rostros humanos, vasijas y restos humanos. Estas piezas reflejan la riqueza cultural de la civilización mojeña, conocida por sus avanzados sistemas hidráulicos y su adaptabilidad al entorno amazónico. En el sitio se han identificado tres capas de cerámica, evidencia de la ocupación prolongada y la evolución cultural de sus habitantes.
Además de los artefactos arqueológicos, el museo exhibe restos paleontológicos y su colección incluye también restos de fauna silvestre local.